# Оньякс
Онья́кс (фр. Augnax) — коммуна во Франции, находится в регионе Юг — Пиренеи. Департамент — Жер. Входит в состав кантона Ош-Нор-Эст. Округ коммуны — Ош.
Код INSEE коммуны — 32014.

## География
Коммуна расположена приблизительно в 590 км к югу от Парижа, в 60 км западнее Тулузы, в 18 км к северо-востоку от Оша.
По территории коммуны протекает река Орб.

## Климат
Климат умеренно-океанический. Лето жаркое и немного дождливое, температура часто превышает 35 °С. Зимой часто бывает отрицательная температура и ночные заморозки. Годовое количество осадков — 700—900 мм.

## Население
Население коммуны на 2010 год составляло 88 человек.
| 1962 | 1968 | 1975 | 1982 | 1990 | 1999 | 2010 |
| ---- | ---- | ---- | ---- | ---- | ---- | ---- |
| 88   | 72   | 66   | 54   | 63   | 57   | 88   |

## Администрация
| Период | Период | Фамилия   | Партия        | Примечания |
| ------ | ------ | --------- | ------------- | ---------- |
| 2001   | 2020   | Клод Пети | Разные правые |            |

## Экономика
В 2010 году среди 57 человек трудоспособного возраста (15-64 лет) 43 были экономически активными, 14 — неактивными (показатель активности — 75,4 %, в 1999 году было 63,6 %). Из 43 активных жителей работали 39 человек (21 мужчина и 18 женщин), безработных было 4 (1 мужчина и 3 женщины). Среди 14 неактивных 4 человека были учениками или студентами, 5 — пенсионерами, 5 были неактивными по другим причинам.

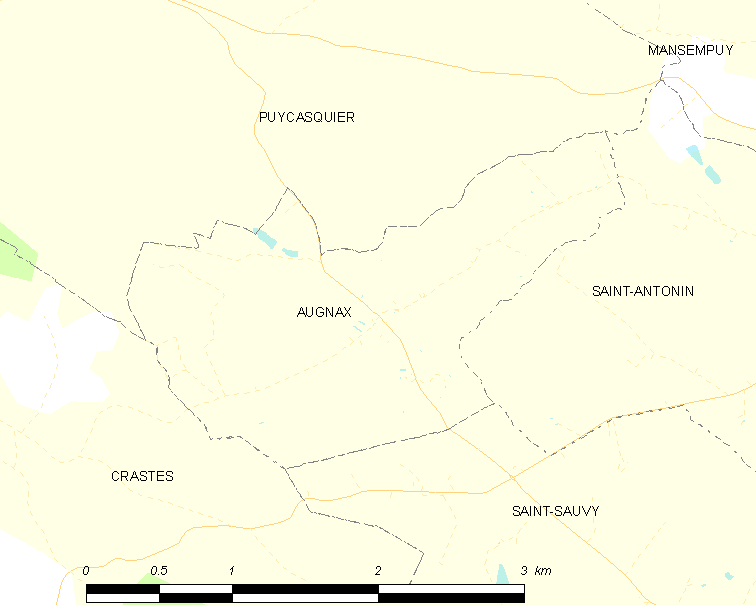
Карта коммуны